# Гулый, Максим Федотович
Максим Федотович Гулый (3 марта 1905 — 23 мая 2007) — известный учёный, один из основателей украинской и российской (советской) биохимии, организатор науки, Герой Украины (2005).
Профессор (1945), академик НАН Украины (Отделение биохимии, физиологии и молекулярной биологии, биохимия животных — 1957), доктор биологических наук (1940),

## Биография
Родился 3 марта 1905 года в селе Новая Басань Козелецкого уезда Черниговской губернии Российской империи (ныне Бобровицкого района Черниговской области).

### Образование и деятельность
В 1925 году поступил в Киевский зооветеринарный институт, который окончил в 1929 году.
В 1929—1932 годах — аспирант Киевской сельскохозяйственной академии.
С 1932 года деятельность Гулого М. Ф. связана с Институтом биохимии им. А. В. Палладина. На протяжении почти 40 лет Максим Федотович руководил отделом биосинтеза и биологических свойств белка. В 1972—1977 годах возглавлял институт, а затем выполнял почетную функцию советника при его дирекции.
В 1957—1963 годах Гулый избирался вице-президентом Академии наук УССР, на протяжении многих лет был президентом Украинского биохимического общества и главным редактором «Украинского биохимического журнала».
Участник Великой Отечественной войны. В конце октября 1941 года по телеграмме из Москвы Максима Гулого отозвали в химическую военную лабораторию — и вплоть до 1944 года он проработал в тылу, сначала в Троицке на Урале, а затем в Москве — над разработкой противоядий от немецких боевых ядовитых веществ. В разрушенный Киев вернулся в начале 1944 года.
В последние годы жил в центре Киева с дочерью Надеждой. Умер 23 мая 2007 года в возрасте 102 лет. Похоронен на Байковом кладбище.

### Семья
- Отец — Федот Антонович (1870—1923).
- Мать — Анна Евсеевна (1874—1938).
- Жена — Мария Андреевна Коломийченко (1909—1995).
- Дети — дочь Надежда Максимовна (род. 1936).
- Внук — Максим Стриха (род. 24 июня 1961 года).

## Награды и звания
- Герой Украины (03.03.2005, с вручением ордена Державы) — за выдающиеся личные заслуги перед Украинским государством в развитии отечественной науки, многолетнюю плодотворную научную и общественную деятельность и по случаю 100-летия со дня рождения
- орден Ленина (20.07.1971)
- орден Октябрьской Революции (01.03.1985)
- орден Отечественной войны 2-й степени (11.03.1985)
- 2 ордена Трудового Красного Знамени (03.05.1954; 06.09.1973)
- медаль «За трудовую доблесть» (01.10.1944)
- украинский орден князя Ярослава Мудрого V степени (11.02.2000)
- Сталинская премия третьей степени (1952)
- Государственная премия Украинской ССР в области науки и техники (1978)
- Государственная премия Украинской ССР в области науки и техники (1985)
- Премия имени А. В. Палладина (1974)
- Заслуженный деятель науки Украинской ССР (1956)